# Målerås
Målerås is een plaats in de gemeente Nybro in het landschap Småland en de provincie Kalmar län in Zweden. De plaats heeft 228 inwoners (2005) en een oppervlakte van 83 hectare.
Målerås is een fabrieksdorp, vooral bekend vanwege haar glasfabriek. In de jaren 50 had het dorp meer dan 600 inwoners. In die tijd was het ook een spoorwegknooppunt. Het smalspoor van Lessebo over Kosta eindigde in Målerås, dat een station op de spoorlijn Kalmar - Nässjö had. Halverwege de jaren 80 werd die laatste spoorlijn afgebroken.

## Verkeer en vervoer
Bij de plaats loopt de Riksväg 31.